# Matitone
Il Matitone es un rascacielos de oficinas en Génova, Italia. Mide 108,5 metros de altura y fue construido en 1992.

## Características
Alberga oficinas en 26 pisos. El edificio, que tiene la forma de un octágono para parecerse a los coloridos campanarios de la ciudad, fue diseñado por la agencia de arquitectura estadounidense Skidmore, Owings & Merrill y por los arquitectos italianos Mario Lanata y Andrea Messina. Es el rascacielos más alto de Génova.